# Pourquoi pas Mimi ?
 (avril 2018).
Si vous disposez d'ouvrages ou d'articles de référence ou si vous connaissez des sites web de qualité traitant du thème abordé ici, merci de compléter l'article en donnant les références utiles à sa vérifiabilité et en les liant à la section « Notes et références ».
Pourquoi pas Mimi ? (What About Mimi?) est une série télévisée d'animation britannique/canadienne en 39 épisodes de 22 minutes créée par Chris Bartleman et Blair Peters, produite par Decode Entertainment et Studio B Productions, et diffusée entre le 4 octobre 2000 et le 2 juillet 2002 sur Teletoon au Canada et du 18 mars 2001 au 6 juillet 2004 sur CITV au Royaume-Uni.
En France, la série a été diffusée sur France 3 dans l'émission T O 3, et sur Télétoon. Au Québec, elle a été diffusée à partir du 17 octobre 2000 sur Télétoon.

## Concept de la malice à l'âge moderne
Pourquoi pas Mimi ? est la première série d'animation dans l'âge moderne à montrer que l'intelligence et l'optimisme de l'enfant peuvent le sortir de n'importe quelle embrouille.
Ce concept s'est reproduit dans de nombreuses séries d'animations telles que Le Petit Spirou ou Lou !.

## Synopsis
Miriam « Mimi » Martin est une jeune fille de 11 ans. Intelligente, optimiste et imaginative, pour elle, il n'y a pas de problèmes sans solution. Cette « Mme je-sais-tout » n'aura pas tout ses plans réussis. Elle se fera tout de même aider par ses deux meilleurs amis à la tâche.

## Épisodes

### Saison 1 (2000-2001)
1. Une seconde lune de miel
2. Un plan de campagne
3. Les Jumeaux balistiques
4. La Fête à la grenouille
5. Champion
6. Le Roi de la limonade
7. Au fond des bois
8. Lever du rideau
9. Le Roi des nuls
10. L'Été en ville
11. La Mascotte
12. Prof de l'année
13. Une étoile n'est pas née

### Saison 2 (2001)
1. Lumières, caméra, amour
2. Le Mystérieux Farceur
3. La Méduse géante
4. Un boulot pour Vincent
5. Les Flèches de Cupidon
6. Mélodrame à la une
7. Mimi au Far West
8. L'Île déserte
9. Les Yeux bleus
10. Paroles et Musique
11. La Malédiction
12. La Fiesta des pyjamas
13. Le Roi des pentes

### Saison 3 (2002)
Chaque épisode est composé de deux histoires de 11 minutes.
1. La Ménagerie / Notre petit Einstein
2. Le Cadeau d'anniversaire / Rencontre du 4e type
3. Empreintes suspectes / Expériences biosphère
4. Cœurs en peine / Brock et son robot
5. Le Club de Mimi / Une journée en ferme
6. Les Bonnes Manières / Maison hantée
7. Dur de dur ! / Le Choix du public
8. Cher Rock ! / L'Ange gardien
9. Uniformit / Coup bas !
10. Sauvons la forêt tropicale / La Fête des pères
11. titres inconnus
12. L'Apprenti millionnaire / Fête de quartier
13. La Loi et le Chaos / Où sont les pompiers ?

## Doublage québécois
- Aline Pinsonneault : Mimi Martin
- Chantal Baril : Stéphanie Martin
- Élise Bertrand : Mme Duzèle
- Sébastien Reding : Francis
- Benoit Éthier : Hubert
- Lisette Dufour : Alice
- Sophie Léger (S1-2), Catherine Bonneau (S3) : Hélène
- Julie Burroughs : Ségolène
- Joël Legendre : Blaise Dugomier
- Olivier Visentin : Rock Dugomier
- Geneviève Angers : Bruno Martin
- Jean-Luc Montminy : Mathieu Martin
- Lawrence Arcouette : Vincent Martin

 Source et légende : version québécoise (VQ) sur Doublage.qc.ca